# Benedetto da Maiano

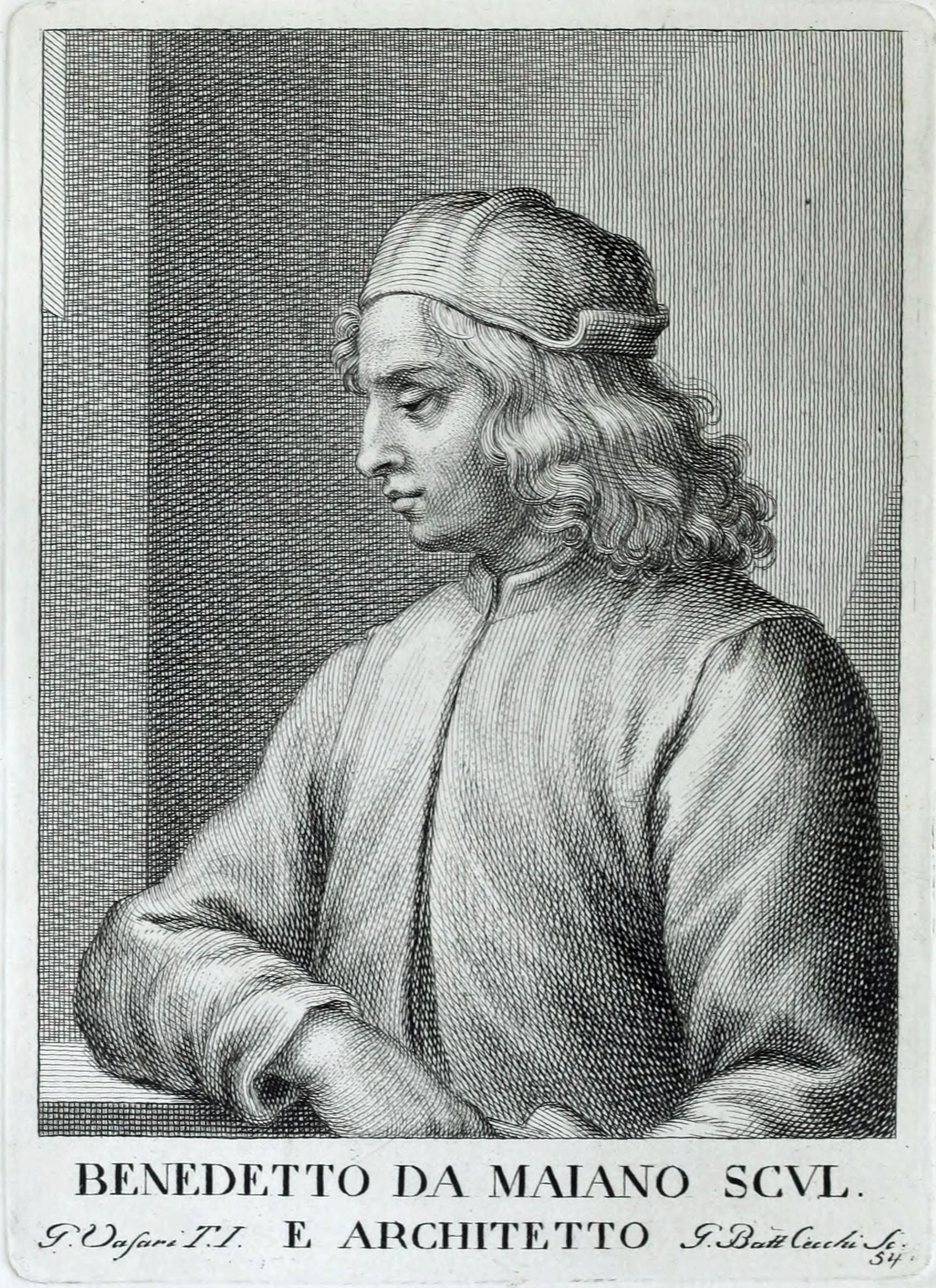
Benedetto da Maiano

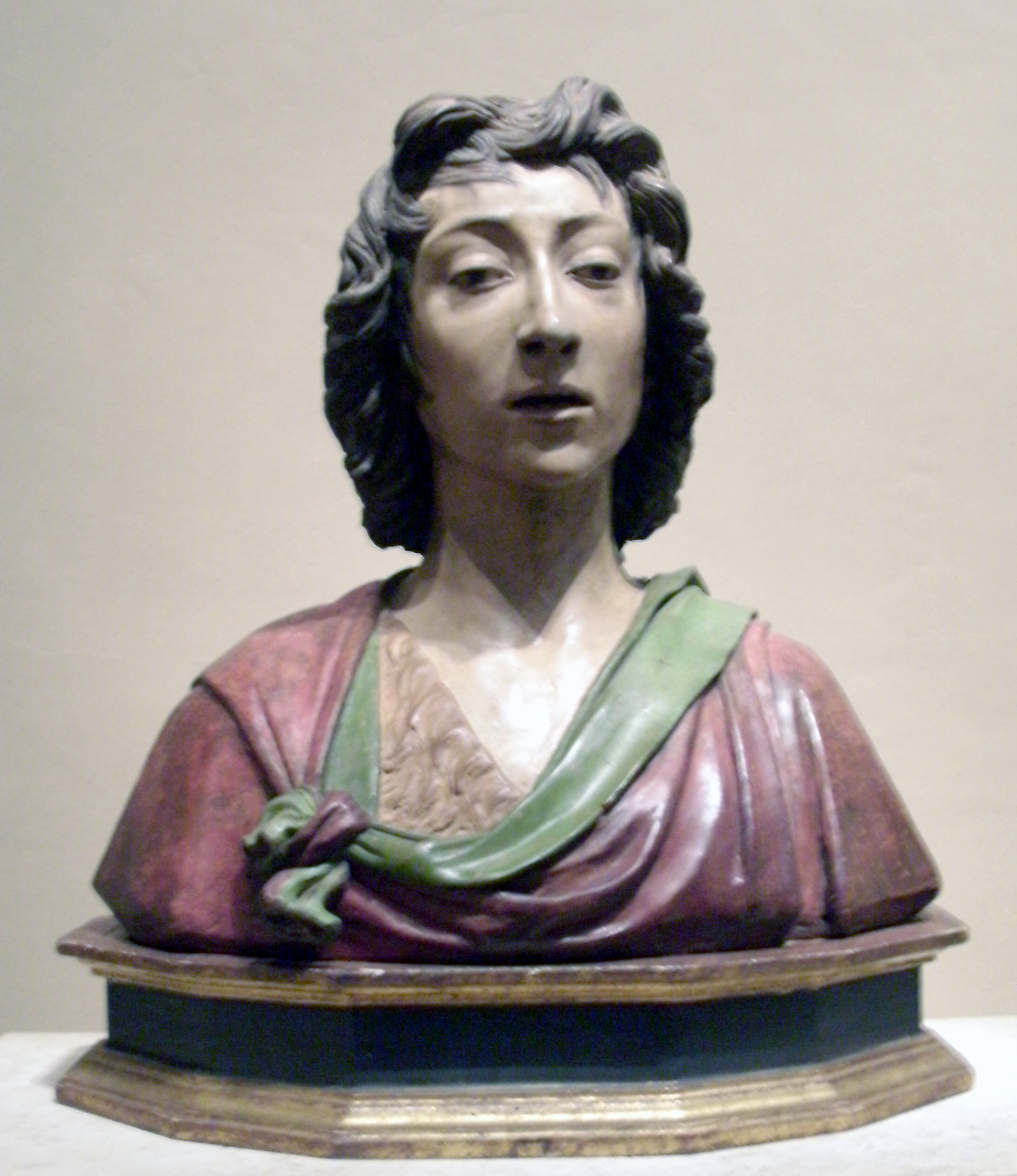
Sv. Jan Křtitel, polychromovaná terakota 1480, Národní galerie ve Washingtonu

Benedetto da Maiano (1442 – 24. května 1497) byl italský raně renesanční sochař.

## Život
Benedetto da Maiano se narodil ve vesnici Maiano (nyní část Fiesole), uměleckou kariéru zahájil jako společník svého bratra, architekta Giuliana da Maiano. Když dosáhl věku třiceti let, začal studovat u sochaře Antonia Rossellina. Tam se naučil pracovat s mramorem a nakonec se stal slavnějším než Rossellino a jedním z nejvýznamnějších sochařů 15. století. Jako mladý se specializoval na práci se dřevem, kdy vznikla například studovna Federica da Montefeltro ve vévodském paláci v Urbinu a další díla. Poté umělce pozval na svůj dvůr uherský král Matyáš Korvín a traduje se, že po cestě byly poničeny intarzie, které vezl darem svému královskému patronovi. To prý Maiana přimělo hledat odolnější materiál.

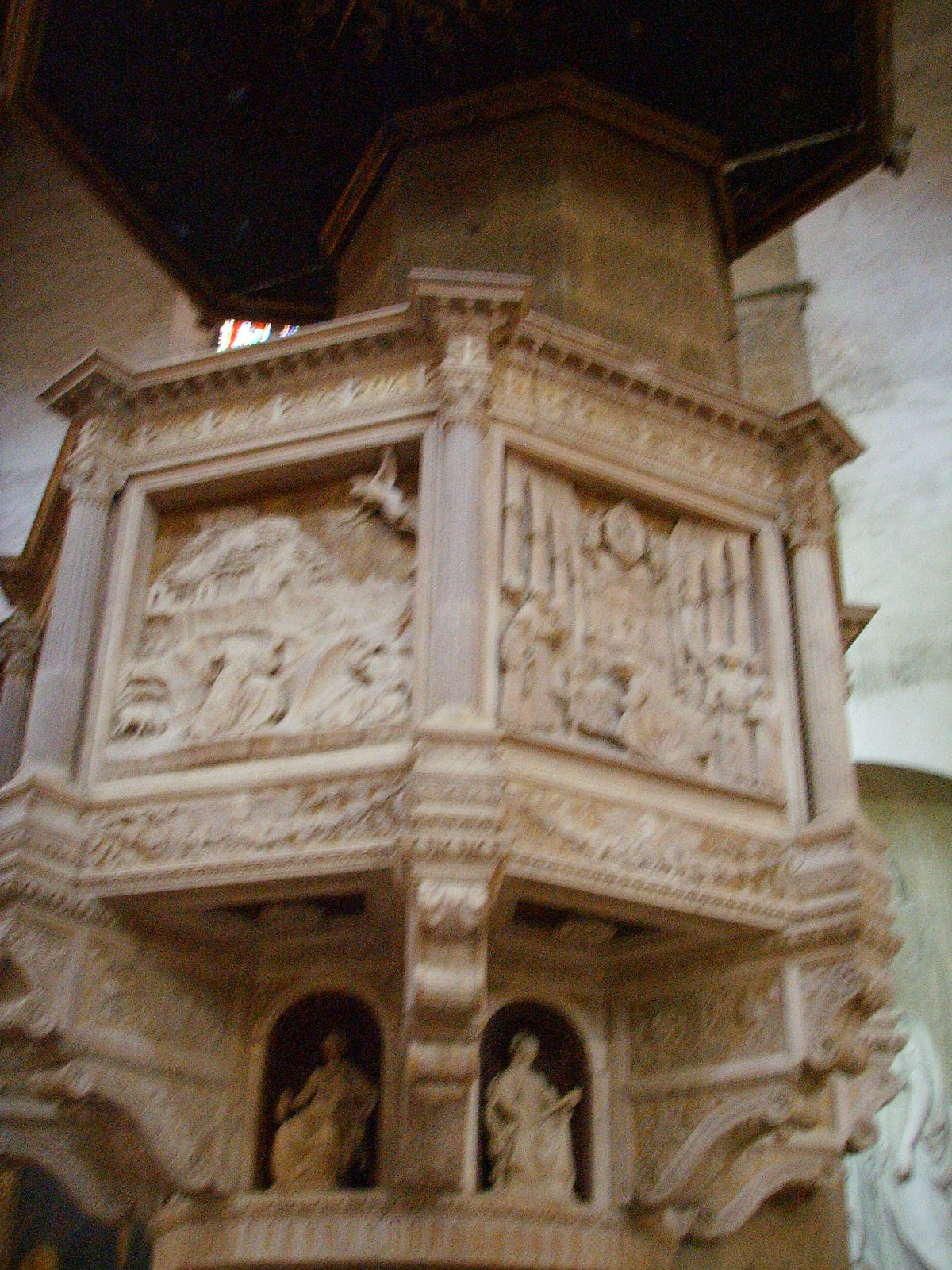
Kazatelna chrámu Santa Croce ve Florencii

Mezi Maianova raná díla patří i oltář sv. Savina v katedrále ve Faenze. Ačkoli tvořil především náboženské sochy, je také autorem několika portrétů významných Florenťanů, například busty Pietra Melliniho z roku 1474, nyní umístěné v muzeu Bargello.
V roce 1475 Maiano pracoval se svým bratrem Giulianem na kostele Nanebevzetí Panny Marie v San Gimignanu. Benedettovým nejvýznamnějším přínosem byl vyřezávaný oltář v kapli sv. Finy.
V roce 1480 Maiano vytvořil portál v Palazzo Vecchio ve Florencii. Za jeho mistrovské dílo je považována mramorová kazatelna v chrámu Santa Croce ve Florencii. Na ní znázornil výjevy ze života svatého Františka z Assisi. Také v roce 1480 se svým bratrem Giulianem postavili a sochařsky vyzdobili malou oratoř Madonna dell'Olivo u Prata. Mladý Sv. Jan z muzea Bargello vznikl nejspíš roku 1481.
V roce 1489 Benedetto da Maiano navrhl palác Strozzi ve Florencii, který dodnes stojí (v Maianově díle pak pokračoval Cronaca). Předpokládá se, že v roce 1490 Maiano odešel do Neapole, kde dokončil práce započaté Rossellinem v kostele Sant'Anna. V Neapoli také vytvořil další sochy, mezi nimi Zvěstování v kostele Monte Oliveto. Jako architekt v kostele Santa Maria Novella ve Florencii navrhl hrobku Filippa Strozziho včetně tonda Marie s Ježíškem podepřeným cherubíny a portikus Santa Maria delle Grazie v Arezzu. Zemřel ve Florencii ve věku 55 let.